# Веркайк, Крис
Корнелис Кристиан (Крис) Веркайк (нидерл. Cornelis Christiaan "Chris" Verkaik; родился 14 февраля 1958 года, Амстердам) — нидерландский футболист и тренер. В качестве игрока выступал на позиции защитника. Наиболее известен по выступлению за «Харлем», в котором провёл свыше 280 матчей.

## Биография
Крис родился в феврале 1958 года в Амстердаме. Отец — Лендерт (Лео) Веркайк, был родом из Амстердама, мать — Петронелла Корнелия Гетрёйда (Корри) Кнол, родилась в Ватерграфсмере. В их семье воспитывалось ещё пятеро детей: сыновья Франс, Лео и Эрик, а также две дочери — Анни и Ритье. По линии матери их дедом был спортсмен Яп Кнол, участник летних Олимпийских игр 1928 года.
Веркайк начинал заниматься футболом в районе Ватерграфсмер в секции клуба ЙОС, президентом которого был его дед. Затем играл в юношеских и молодёжных командах «Зебюргии», а в июле 1976 года заключил контракт с «Аяксом». На протяжении сезона выступал за резерв «Аякс C», тем не менее он всё-таки сыграл в первой команде. В ноябре 1977 года главный тренер Томислав Ивич перевёл защитника в основу «Аякса». Веркайк дебютировал 20 ноября в матче кубка страны против «Телстара», выйдя на замену вместо Руда Гелса.
Летом 1978 года находился на просмотре в бельгийском «Кортрейке», но в итоге перешёл на правах аренды в «Харлем». В чемпионате Нидерландов впервые сыграл 24 сентября против «Роды». Спустя сезон он подписал с клубом полноценный контракт. После перехода Крис выступал за «Харлем» на протяжении девяти лет, играл с клубом в Кубке УЕФА и был участником печально известного матча с московским «Спартаком».
В ноябре 1988 года 30-летний защитник стал игроком клуба СВВ из города Схидам, а позже выступал за АЗ из Алкмара. В августе 1992 года перешёл в команду ДВВ. В 1990-годы начал тренерскую карьеру, работал в любительских командах ДКГ, «Спарта», «Синт Мартинюс» и «Амстелвен/Оскарс». В 1997 году он стал тренером в клубе АФК, возглавив 4 и 5 резервные команды.